# Mariano Belmonte y Vacas
Mariano Belmonte y Vacas (Còrdova, 1828 – València, 1864) va ser un pintor espanyol.

## Biografia
Va néixer a Còrdova el 1828, fill de José Belmonte, treballador del capítol de la catedral. Va formar-se a l'Escola de Belles Arts de Còrdova, on va ser deixeble de Juan de Dios Montserrat. Va continuar els seus estudis a Madrid, a la Reial Acadèmia de Belles Arts de Sant Ferran.
Es va especialitzar en el paisatge, i va pintar els encontorns de Madrid i de València. Va presentar diverses de les seves obres als certàmens de l'Exposició Nacional de Belles Arts de 1856 a 1864, assolint una menció honorífica el 1858 i el tercer premi a les de 1860 i 1862. Arran d'aquests guardons, els seus quadres Coves de les Palomes i Vista de la Casa de Campo van ser comprades pel govern espanyol i van passar al Museu del Prado. El 1864 va exposar cinc paisatges a l'Exposició Provincial de Cadis. També està documentat l'obra Un país, que va estar a col·lecció de l'infant Sebastià de Borbó.
En moment donat va ser acadèmic i professor de l'Acadèmia de Belles Arts de Cadis, primer, i després de la de Sant Carles de València. En ambdues va arribar a ser nomenat director de la institució per mèrits artístics. Establert a València, va morir el 1864.
Hom afirma que la seva obra, tot i reunir força mèrits, no va arribar a brillar a causa de la seva mort prematura.

## Obres
Algunes de les seves obres, conservades a museus, són:
- Coves de les Palomes (1864). Museu del Prado.
- Vista de la Casa de Campo. Museu del Prado.
- Un paisatge. Museu de Cadis.
- Retrat d'Isabel II (còpia de Federico de Madrazo). Museu de Belles Arts Còrdova.